# APOM
A apolipoproteína M é uma proteína que em humanos é codificada pelo gene APOM. A proteína codificada por este gene é uma apolipoproteína e membro da família de proteínas lipocalinas.